# Championnat de Suisse de hockey sur glace 1958-1959
Saison précédente Saison suivante
La saison 1958-1959 est la 50e saison du championnat de Suisse de hockey sur glace.

## Ligue nationale A

### Classement
| Clt   | Équipe             | PJ | V  | D  | N | BP | BC | Diff | Pts |
| ----- | ------------------ | -- | -- | -- | - | -- | -- | ---- | --- |
| +001, | CP Berne           | 14 | 11 | 2  | 1 | 92 | 63 | +29  | 23  |
| +002, | HC Davos           | 14 | 9  | 4  | 1 | 88 | 47 | +41  | 19  |
| +003, | Zürcher SC         | 14 | 8  | 6  | 0 | 79 | 67 | +12  | 16  |
| +004, | Young Sprinters HC | 14 | 7  | 6  | 1 | 84 | 67 | +17  | 15  |
| +005, | Lausanne HC        | 14 | 5  | 6  | 3 | 74 | 84 | -10  | 13  |
| +006, | HC Bâle-Rotweiss   | 14 | 4  | 7  | 3 | 69 | 92 | -23  | 11  |
| +007, | HC Ambrì-Piotta    | 14 | 4  | 9  | 1 | 52 | 78 | -26  | 9   |
| +008, | HC Arosa           | 14 | 3  | 11 | 0 | 49 | 89 | -40  | 6   |

- Champion de Suisse
- En barrage de promotion/relégation LNA/LNB

 : Tenant du titre
Berne remporte le 1er titre de son histoire.

### Barrage de promotion/relégation LNA/LNB
Il se dispute le 28 février 1959 à Bienne :
- HC Arosa - HC La Chaux-de-Fonds 4-2 (4-0 0-1 0-1)